# Ligeophila unicornis
Ligeophila unicornis är en orkidéart som beskrevs av Paul Ormerod. Ligeophila unicornis ingår i släktet Ligeophila och familjen orkidéer.
Artens utbredningsområde är Venezuela. Inga underarter finns listade i Catalogue of Life.